# مقاطعة بوصاصو
بوصاصو (بالصومالية: Degmada Boosaaso)‏ إحدى مقاطعات محافظة باري شمال شرق الصومال، عاصمتها مدينة بوصاصو، العاصمة التجارية لولاية بونتلاند، و يقدر عدد سكان المقاطعة بقرابة 2,164,906 نسمة (حسب تقديرات 2021).

## روابط خارجية
- مقاطعات الصومال
- الخريطة الإدارية لمقاطعة بوصاصو